# Chính sách thị thực của Brunei

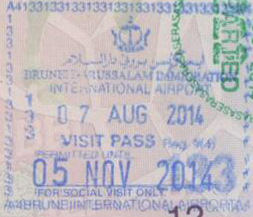
Dấu nhập cảnh Brunei

Chính phủ của Brunei Darussalam cho phép công dân của một số quốc gia và vùng lãnh thổ nhất định đến Brunei để du lịch hoặc công tác lên đến 90, 30 hoặc 14 ngày mà không phải xin thị thực.
Tất cả du khách phải có hộ chiếu có hiệu thực ít nhất 6 tháng.

## Bản đồ chính sách thị thực

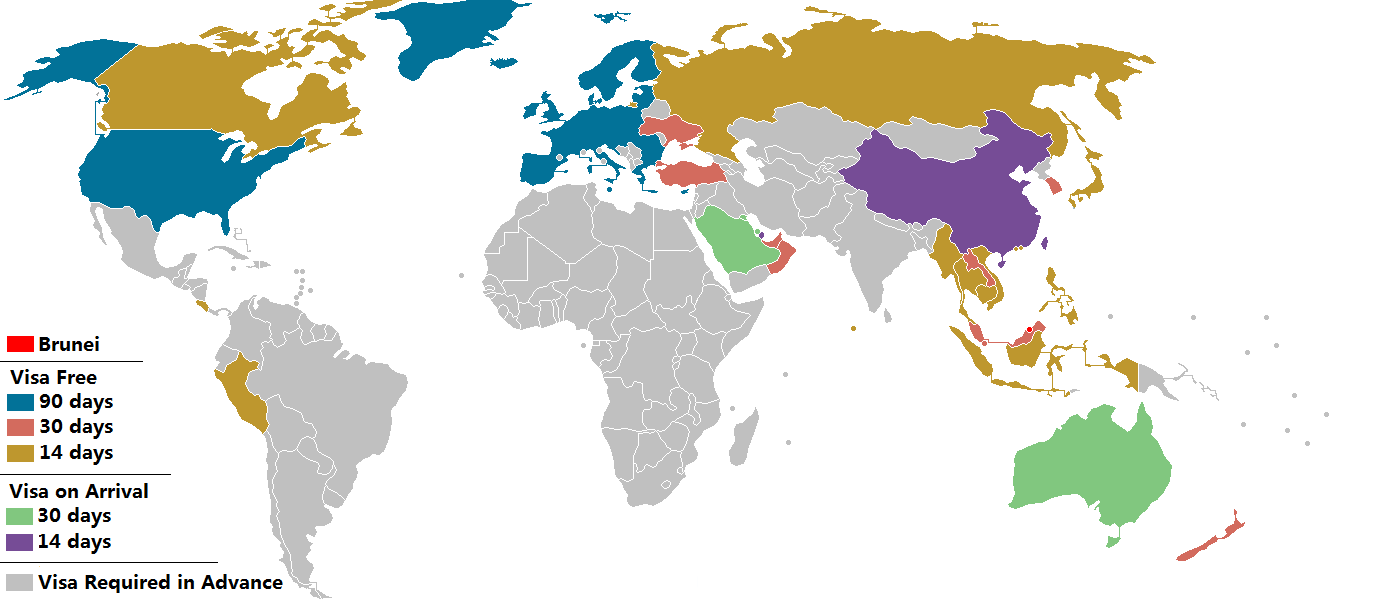
Chính sách thị thực của Brunei
Brunei
Miễn thị thực - 90 ngày
Miễn thị thực - 30 ngày
Miễn thị thực - 14 ngày
Thị thực tại cửa khẩu - 30 ngày
Thị thực tại cửa khẩu - 14 ngày
Cần xin thị thực từ trước

## Các quốc gia được miễn thị thực
Công dân của 54 quốc gia và vùng lãnh thổ sau có thể đến Brunei mà không cần thị thực với số ngày ở lại tối đa lên đến 90, 30 hoặc 14 ngày:
| - Tất cả công dân Liên minh Châu Âu \| - Iceland - Liechtenstein - Na Uy \| - Thụy Sĩ - Hoa Kỳ \| \| |                    |  |
| - Iceland - Liechtenstein - Na Uy                                                                    | - Thụy Sĩ - Hoa Kỳ |  |

| - Iceland - Liechtenstein - Na Uy | - Thụy Sĩ - Hoa Kỳ |  |

| - Malaysia - New Zealand - Oman - Singapore | - Hàn Quốc - Thổ Nhĩ Kỳ - Ukraina - Các Tiểu vương quốc Ả Rập Thống nhất |  |

| - Campuchia - Canada - Hồng Kông - Indonesia - Nhật Bản | - Lào - Macao - Maldives - Myanmar - Peru | - Philippines - Thailand - Việt Nam |  |

| Ngày bãi bỏ thị thực |
| --- |
| Dưới Luật hộ chiếu (Chương 146), Hộ chiếu (thị thực) (Miễn) Order 1985 - 1 tháng 3 năm 1985: Malaysia và Singapore - 1 tháng 9 năm 1985: Canada, Pháp, Nhật Bản, Liechtinshtein, Hàn Quốc, Thụy Điển và Anh Quốc - 1 tháng 10 năm 1986: Bỉ, Luxembourg và Hà Lan - 24 tháng 1 năm 1987: Đức - 1 tháng 2 năm 1987: Maldives - 1 tháng 10 năm 1987: Thụy Điển - 1 tháng 6 năm 1988: Đan Mạch - 1 tháng 7 năm 1990: Na Uy - 1 tháng 7 năm 1993: New Zealand, - 29 tháng 7 năm 1993: Hoa Kỳ - 1 tháng 4 năm 1997: Indonesia, Philippines và Thái Lan - 1 tháng 5 năm 1999: Tây Ban Nha - 9 tháng 8 năm 1999: Ý - 1 tháng 2 năm 2000: Oman - 1 tháng 7 năm 2003: Ireland và Ba Lan - 11 tháng 10 năm 2003: Áo và Các Tiểu vương quốc Ả Rập Thống nhất - 1 tháng 11 năm 2004: Slovakia - 1 tháng 1 năm 2005: Hungary - 1 tháng 5 năm 2005: Lào - 1 tháng 11 năm 2005: Czech Republic - 6 tháng 12 năm 2005: Slovenia - 1 tháng 10 năm 2006: Síp, Estonia, Phần Lan, Hy Lạp, Latvia, Litva, Malta và Bồ Đào Nha - 1 tháng 8 năm 2007: Việt Nam - 1 tháng 1 năm 2008: Iceland - 1 tháng 2 năm 2008: Bulgaria and Romania - 1 tháng 6 năm 2010: Hồng Kông - 4 tháng năm2011: Campuchia - 30 tháng 4 năm 2011: Ukraine - 28 tháng 1 năm 2012: Macao - 1 tháng 9 năm 2014: Myanmar - 1 tháng 1 năm 2016: Croatia - 1 tháng 6 năm2016: Turkey Không rõ: Peru Hộ chiếu ngoại giao và công vụ: - 12 tháng 5 năm 1995: Iran - 1 tháng 11 năm 1997: Việt Nam - 15 tháng 5 năm 1998: Lào - 28 tháng 6 năm 1998: Myanmar - 1 tháng 11 năm 2000: Peru - 1 tháng 8 năm 2000: Campuchia - 1 tháng 1 năm 2005: Ukraina - 19 tháng 6 năm 2005: Trung Quốc - 1 tháng 2 năm 2008: Bulgaria và Romania - 20 tháng 6 năm 2009: Pakistan - 11 tháng 11 năm 2009: Nga - 3 tháng 4 năm 2010: Tajikistan - 11 tháng 8 năm 2011: Áo, Bỉ, Síp, Síp, Đan Mạch, Estonia, Phần Lan, Pháp, Đức, Hy Lạp, Hungary, Ireland, Ý, Latvia, Litva, Luxembourg, Malta, Hà Lan, Ba Lan, Bồ Đào Nha, Slovakia, Slavenia, Tây Ban Nha, Thụy Điển và Anh Quốc - 1 tháng 8 năm 2013: Mông Cổ - 16 tháng 4 năm 2015: Thái Lan - 1 tháng 1 năm 2016: Croatia và Liechtenstein - 4 tháng 5 năm 2016: Ấn Độ - 1 tháng 6 năm 2016: Thổ Nhĩ Kỳ |

## Thị thực tại cửa khẩu
Công dân của các quốc gia và vùng lãnh thổ sau có thể xin thị thực tại sân bay quốc tế Brunei:
| - Úc1 - Bahrain1 - Trung Quốc3 - Kuwait2 | - Qatar3 - Ả Rập Saudi2 - Đài Loan4 |  |

1 — một thị thực nhập cảnh một lần giá B$20 hoặc thị thực nhập cảnh nhiều lần B$30 có hiệu lực 30 ngày:

2 — một thị thực nhập cảnh một lần giá B$20 có hiệu lực 30 ngày

3 — một thị thực nhập cảnh một lần giá B$20 có hiệu lực 14 ngày

4 — một thị thực nhập cảnh một lần giá B$25 có hiệu lực 14 ngày

## Thị thực quá cảnh
Hành khách quá cảnh qua sân bay quốc tế Brunei ít hơn 24 giờ không cần thị thực.
Những người đến quốc gia thứ ba có thể xin thị thực tại cửa khẩu, có thời hạn ở lại tối đa 72 giờ, nếu có người bảo trợ như là đại lý máy bay hoặc du lịch.

## Hộ chiếu không phổ thông
Người sở hữu hộ chiếu ngoại giao hoặc công vụ của Trung Quốc, Ấn Độ, Iran, Mông Cổ, Pakistan, Nga và Tajikistan không cần thị thực để đến Brunei.

## Thẻ đi lại doanh nhân APEC
Người sở hữu hộ chiếu cấp bởi các quốc gia sau mà sở hữu Thẻ đi lại doanh nhân APEC (ABTC) contcos mã "BRN" ở phía sau thẻ có thể đến Brunei không cần thị thực lên đến 90 ngày.
ABTC được cấp cho công dân của các quốc gia:
| - Úc - Chile - Trung Quốc - Hồng Kông - Indonesia - Nhật Bản - Hàn Quốc - Malaysia - Mexico | - New Zealand - Papua New Guinea - Peru - Philippines - Nga - Singapore - Đài Loan - Thái Lan - Việt Nam |  |

## Từ chối thị thực
Nhập cảnh và quá cảnh bị từ chối đối với công dân Israel.

## Thống kê
Hầu hết du khách đến Brunei ngắn hạn năm 2011 đều đến từ các quốc gia sau:
| Thứ tự | Quốc gia       | 2011   |
| ------ | -------------- | ------ |
| 1      | Malaysia       | 61.470 |
| 2      | Trung Quốc     | 32.853 |
| 3      | Indonesia      | 20.350 |
| 4      | Úc             | 18.845 |
| 5      | Vương quốc Anh | 18.222 |
| 6      | Philippines    | 17.446 |
| 7      | Singapore      | 16.221 |
| 8      | New Zealand    | 10.381 |
| 9      | Thái Lan       | 4.809  |
| 10     | Ấn Độ          | 4.616  |